# Білик Роман Віталійович
Роман Віталійович Білик (псевдонім — Рома Звєрь; нар.. 7 грудня 1977, Таганрог, СРСР) — російський музикант українського походження (по татові), лідер і вокаліст гурту «Звєрі».

## Життєпис
Народився Роман Білик 7 грудня 1977 року в Таганрозі. В школі захопився гітарою, почав писати пісні, виконувати їх разом з друзями.
Створив гурт «Асиметрія». Закінчив будівельне ПТУ № 23 у Таганрозі, а потім Донський міжрегіональний коледж будівництва та економіки.
У 2000 році Роман Білик приїхав до Москви, а восени 2000 року познайомився з композитором і режисером кліпів Олександром Войтинським. У 2001 році вони створили групу «Звєрі». 26 березня 2004 року група «Звєрі» збирає концертний майданчик «Лужники».
У 2005 році група увійшла до списку найбагатших російських зірок, згідно журналу «Forbes». На премії Муз-ТВ група перемагала в номінації «Краща рок-група» 9 разів.
З 22 травня 2011 року по 14 серпня 2011 року Роман Білик разом із Віктором Вержбицьким вів програму «Гра» на телеканалі «НТВ».
Він випустив лінію одягу під брендом «3veri», презентація якої пройшла в Москві 7 квітня 2011 року.
У 2014 році Роман Білик закінчив режисерські курси.
У 2018 році Рома Звір та Герман Осипов отримали нагороду за кращий саундтрек (окрема премія в рамках Каннського кінофестивалю) за роботу над фільмом «Літо» (режисер Кирило Серебренніков).

## Громадянська позиція
У 2019 році Роман взяв участь у записі пісні на підтримку заарештованих у справі «Нової величі». У 2020 році виступив проти голосування щодо внесення змін до Конституції РФ. Виступив на захист режисера Кирила Серебреннікова, через переслідування у справі «Сьомої студії», заявивши «По цьому судові ми бачимо, як до нас ставиться влада. Ми для неї ніхто».
Після анексії Криму Роман утримався від концертів у Криму, заявивши що хоче не створювати конфлікти через виступи на «непростій території».
2022 року засудив вторгнення Росії в Україну, заявивши «Гурт Звєрі проти війни! Як і всі розсудливі люди, ми проти будь-яких військових дій». Після цього було скасовано його участь у концерті в рамках ПМЕФ через скарги на його антивоєнну позицію.
Наприкінці серпня 2023 з інстаграма Білика зникли всі антивоєнні пости, а в телеграм-каналі російського воєнкору Семена Пегова з'явилося відео з Романом Біликом, який, як стверджується, приїхав на Донбас і виступив перед російськими військовими. Фігурант бази даних центру «Миротворець». Але це не завадило йому стати об'єктом насмішок з боку  команди «КВН» із тимчасово окупованої росіянами частини Донеччини «Донецький кряж» у червні 2025 року, де вони висміювали подібні примусові візити окремих російських зірок, які на початку повномасштабного російського вторгнення на територію України виступали проти цього, на окупованій Росією території України.

## Родина
- Батько — Віталій Євгенович Білик (13.10.1949), українець, працював токарем на заводі «Червоний котельник».

- Мати — Світлана Борисівна Білик (20.01.1955), росіянка, пропрацювала 20 років водієм таксі, потім працювала продавцем невеликого пересувного кіоску, була автогонщицею.

- Брати — старший, Едуард Віталійович Білик (нар. 1974), і молодший, Павло Ігорович Білик (нар. 1986).

- Дружина — Марина Корольова (з 2004 року), колишня модель.[20]
  - Дочка Ольга (нар. 21 лютого 2008).
  - Дочка Зоя (нар. 9 липня 2015).

## Книги
- «Дожди-пистолеты» — М.: Росмэн-Пресс, 2006. — 256. — ISBN 5-353-02586-5. У цій книзі Роман Білик написав про своє життя до приїзду в Москву[21].
- «Солнце за нас» — М.: «Эксмо», 2017.- 352 с. ISBN 978-5-699-99151-8.

## Фільмографія
- 2018 — Літо — Майк Науменко